# Laticoleus pronotalis
Laticoleus pronotalis är en stekelart som beskrevs av Ian D. Gauld och Mitchell 1978. Laticoleus pronotalis ingår i släktet Laticoleus och familjen brokparasitsteklar. Inga underarter finns listade i Catalogue of Life.